# Liste der Nummer-eins-Hits in Ungarn (2003)
Dies ist eine Liste der Nummer-eins-Hits in Ungarn im Jahr 2003. Sie basiert auf der Rádiós Top 40 játszási lista bei den Singlecharts und der Top 40 album-, DVD- és válogatáslemez-lista bei den Albumcharts. Sie wurden im Auftrag der Magyar Hanglemezkiadók Szövetsége (Mahasz), dem ungarischen Vertreter der International Federation of the Phonographic Industry, ermittelt.

## Singles
| ← 2002 ← | Liste der Nummer-eins-Hits in Ungarn (Rádiós Top 40) | Liste der Nummer-eins-Hits in Ungarn (Rádiós Top 40) | Liste der Nummer-eins-Hits in Ungarn (Rádiós Top 40) | 2004 →                    |
| \| Zeitraum \| Wo. ges. \| Interpret \| Titel Autor(en) \| Zusätzliche Informationen \| \| (Zeitraum, Wochen auf Platz eins, Interpret, Titel, Autor[en], zusätzliche Informationen) \| \| \| \| \| \| ----------------------------------------------------------------------------------------- \| -------- \| --------------------------- \| ------------------------------------------------------------------------------------------------------------------------------------------------------------------------------------------------------------------------------------------------------- \| ------------------------- \| \| 16. Dezember 2002 – 5. Januar 2003 3 Wochen (insgesamt 6) \| 6 \| In-Grid \| Tu es foutu Ingrid Alberini, Marco Soncini \| – \| \| 6. Januar 2003 – 19. Januar 2003 2 Wochen (insgesamt 5) \| 5 \| Nelly feat. Kelly Rowland \| Dilemma Kenneth Gamble, Cornell Haynes, Antoine L. Macon, Bunny Sigler \| – \| \| 20. Januar 2003 – 26. Januar 2003 1 Woche (insgesamt 6) \| 6 \| In-Grid \| Tu es foutu Ingrid Alberini, Marco Soncini \| – \| \| 27. Januar 2003 – 16. Februar 2003 3 Wochen (insgesamt 5) \| 5 \| Nelly feat. Kelly Rowland \| Dilemma Kenneth Gamble, Cornell Haynes, Antoine L. Macon, Bunny Sigler \| – \| \| 17. Februar 2003 – 2. März 2003 2 Wochen (insgesamt 6) \| 6 \| In-Grid \| Tu es foutu Ingrid Alberini, Marco Soncini \| – \| \| 3. März 2003 – 9. März 2003 1 Woche (insgesamt 4) \| 4 \| Jennifer Lopez \| Jenny from the Block Jose Fernando Arbex Miro, Samuel J. Barnes, Andre Nathaniel Deyo, Jennifer Lynn Lopez, Troy A. Oliver, Jean Claude Olivier, Michael Ian Oliviere, Lawrence Krsone Parker, Jason Phillips, Scott Khadijah A. Sterling, David Styles \| – \| \| 10. März 2003 – 23. März 2003 2 Wochen \| 2 \| Shakira \| Objection Shakira Mebarak \| – \| \| 24. März 2003 – 13. April 2003 3 Wochen (insgesamt 4) \| 4 \| Jennifer Lopez \| Jenny from the Block Jose Fernando Arbex Miro, Samuel J. Barnes, Andre Nathaniel Deyo, Jennifer Lynn Lopez, Troy A. Oliver, Jean Claude Olivier, Michael Ian Oliviere, Lawrence Krsone Parker, Jason Phillips, Scott Khadijah A. Sterling, David Styles \| – \| \| 14. April 2003 – 27. April 2003 2 Wochen \| 2 \| Blue & Elton John \| Sorry Seems to Be the Hardest Word Elton John, Bernie Taupin \| – \| \| 28. April 2003 – 1. Juni 2003 5 Wochen \| 5 \| Baby Gabi & Lányi Lala \| Őrült szerelem \| – \| \| 2. Juni 2003 – 8. Juni 2003 1 Woche \| 1 \| V-Tech \| Ének az esőben \| – \| \| 9. Juni 2003 – 15. Juni 2003 1 Woche (insgesamt 5) \| 5 \| Zanzibar \| Szerelemről szó sem volt \| – \| \| 16. Juni 2003 – 22. Juni 2003 1 Woche (insgesamt 4) \| 4 \| Kate Ryan \| Désenchantée Laurent Pierre Marie Boutonnat, Mylene Jeanne Gautier \| – \| \| 23. Juni 2003 – 29. Juni 2003 1 Woche (insgesamt 5) \| 5 \| Zanzibar \| Szerelemről szó sem volt \| – \| \| 30. Juni 2003 – 13. Juli 2003 2 Wochen (insgesamt 4) \| 4 \| Kate Ryan \| Desenchantée Laurent Pierre Marie Boutonnat, Mylene Jeanne Gautier \| – \| \| 14. Juli 2003 – 3. August 2003 3 Wochen (insgesamt 5) \| 5 \| Zanzibar \| Szerelemről szó sem volt \| – \| \| 4. August 2003 – 10. August 2003 1 Woche (insgesamt 4) \| 4 \| Kate Ryan \| Desenchantée Laurent Pierre Marie Boutonnat, Mylene Jeanne Gautier \| – \| \| 11. August 2003 – 17. August 2003 1 Woche \| 1 \| DJ Bobo \| Chihuahua René Baumann, Axel Breitung, Ray Gilbert, Louis Oliveira \| – \| \| 18. August 2003 – 24. August 2003 1 Woche \| 1 \| Craig David & Sting \| Rise and Fall Craig Ashley David, Dominic James Miller, Gordon Matthew Sumner \| – \| \| 25. August 2003 – 16. November 2003 12 Wochen \| 12 \| Busta Rhymes & Mariah Carey \| I Know What You Want Rob Fisher, Trevor Smith, Ricardo Thomas, Roger McNair, Leroy Jones, William Lewis \| – \| \| 17. November 2003 – 11. Januar 2004 8 Wochen \| 8 \| Eros Ramazzotti \| Un’emozione per sempre Musik: Maurizio Fabrizio, Claudio Guidetti, Eros Ramazzotti; Text: Adelio Cogliati, Eros Ramazzotti \| – \| |                                                      |                                                      | |                           |
| ← 2002 |                                                      |                                                      | | → 2004 →                  |
| Zeitraum | Wo. ges.                                             | Interpret                                            | Titel Autor(en) | Zusätzliche Informationen |
| (Zeitraum, Wochen auf Platz eins, Interpret, Titel, Autor[en], zusätzliche Informationen) |                                                      |                                                      | |                           |
| 16. Dezember 2002 – 5. Januar 2003 3 Wochen (insgesamt 6) | 6                                                    | In-Grid                                              | Tu es foutu Ingrid Alberini, Marco Soncini | –                         |
| 6. Januar 2003 – 19. Januar 2003 2 Wochen (insgesamt 5) | 5                                                    | Nelly feat. Kelly Rowland                            | Dilemma Kenneth Gamble, Cornell Haynes, Antoine L. Macon, Bunny Sigler | –                         |
| 20. Januar 2003 – 26. Januar 2003 1 Woche (insgesamt 6) | 6                                                    | In-Grid                                              | Tu es foutu Ingrid Alberini, Marco Soncini | –                         |
| 27. Januar 2003 – 16. Februar 2003 3 Wochen (insgesamt 5) | 5                                                    | Nelly feat. Kelly Rowland                            | Dilemma Kenneth Gamble, Cornell Haynes, Antoine L. Macon, Bunny Sigler | –                         |
| 17. Februar 2003 – 2. März 2003 2 Wochen (insgesamt 6) | 6                                                    | In-Grid                                              | Tu es foutu Ingrid Alberini, Marco Soncini | –                         |
| 3. März 2003 – 9. März 2003 1 Woche (insgesamt 4) | 4                                                    | Jennifer Lopez                                       | Jenny from the Block Jose Fernando Arbex Miro, Samuel J. Barnes, Andre Nathaniel Deyo, Jennifer Lynn Lopez, Troy A. Oliver, Jean Claude Olivier, Michael Ian Oliviere, Lawrence Krsone Parker, Jason Phillips, Scott Khadijah A. Sterling, David Styles | –                         |
| 10. März 2003 – 23. März 2003 2 Wochen | 2                                                    | Shakira                                              | Objection Shakira Mebarak | –                         |
| 24. März 2003 – 13. April 2003 3 Wochen (insgesamt 4) | 4                                                    | Jennifer Lopez                                       | Jenny from the Block Jose Fernando Arbex Miro, Samuel J. Barnes, Andre Nathaniel Deyo, Jennifer Lynn Lopez, Troy A. Oliver, Jean Claude Olivier, Michael Ian Oliviere, Lawrence Krsone Parker, Jason Phillips, Scott Khadijah A. Sterling, David Styles | –                         |
| 14. April 2003 – 27. April 2003 2 Wochen | 2                                                    | Blue & Elton John                                    | Sorry Seems to Be the Hardest Word Elton John, Bernie Taupin | –                         |
| 28. April 2003 – 1. Juni 2003 5 Wochen | 5                                                    | Baby Gabi & Lányi Lala                               | Őrült szerelem | –                         |
| 2. Juni 2003 – 8. Juni 2003 1 Woche | 1                                                    | V-Tech                                               | Ének az esőben | –                         |
| 9. Juni 2003 – 15. Juni 2003 1 Woche (insgesamt 5) | 5                                                    | Zanzibar                                             | Szerelemről szó sem volt | –                         |
| 16. Juni 2003 – 22. Juni 2003 1 Woche (insgesamt 4) | 4                                                    | Kate Ryan                                            | Désenchantée Laurent Pierre Marie Boutonnat, Mylene Jeanne Gautier | –                         |
| 23. Juni 2003 – 29. Juni 2003 1 Woche (insgesamt 5) | 5                                                    | Zanzibar                                             | Szerelemről szó sem volt | –                         |
| 30. Juni 2003 – 13. Juli 2003 2 Wochen (insgesamt 4) | 4                                                    | Kate Ryan                                            | Desenchantée Laurent Pierre Marie Boutonnat, Mylene Jeanne Gautier | –                         |
| 14. Juli 2003 – 3. August 2003 3 Wochen (insgesamt 5) | 5                                                    | Zanzibar                                             | Szerelemről szó sem volt | –                         |
| 4. August 2003 – 10. August 2003 1 Woche (insgesamt 4) | 4                                                    | Kate Ryan                                            | Desenchantée Laurent Pierre Marie Boutonnat, Mylene Jeanne Gautier | –                         |
| 11. August 2003 – 17. August 2003 1 Woche | 1                                                    | DJ Bobo                                              | Chihuahua René Baumann, Axel Breitung, Ray Gilbert, Louis Oliveira | –                         |
| 18. August 2003 – 24. August 2003 1 Woche | 1                                                    | Craig David & Sting                                  | Rise and Fall Craig Ashley David, Dominic James Miller, Gordon Matthew Sumner | –                         |
| 25. August 2003 – 16. November 2003 12 Wochen | 12                                                   | Busta Rhymes & Mariah Carey                          | I Know What You Want Rob Fisher, Trevor Smith, Ricardo Thomas, Roger McNair, Leroy Jones, William Lewis | –                         |
| 17. November 2003 – 11. Januar 2004 8 Wochen | 8                                                    | Eros Ramazzotti                                      | Un’emozione per sempre Musik: Maurizio Fabrizio, Claudio Guidetti, Eros Ramazzotti; Text: Adelio Cogliati, Eros Ramazzotti | –                         |

## Alben
| ← 2002 ← | Liste der Nummer-eins-Hits in Ungarn | Liste der Nummer-eins-Hits in Ungarn | Liste der Nummer-eins-Hits in Ungarn | 2004 →                    |
| \| Zeitraum \| Wo. ges. \| Interpret \| Titel \| Zusätzliche Informationen \| \| (Zeitraum, Wochen auf Platz eins, Interpret, Titel, zusätzliche Informationen) \| \| \| \| \| \| ------------------------------------------------------------------------------ \| -------- \| ------------------ \| ----------------------------- \| ------------------------- \| \| 30. Dezember 2002 – 5. Januar 2003 1 Woche \| 1 \| MC Hawer és Tekknő \| Mikor a vodka a fejembe száll \| – \| \| 6. Januar 2003 – 23. Februar 2003 7 Wochen (insgesamt 8) \| 8 \| Romantic \| A Kelet fényei \| – \| \| 24. Februar 2003 – 2. März 2003 1 Woche \| 1 \| (Soundtrack) \| 8 mérföld \| – \| \| 3. März 2003 – 9. März 2003 1 Woche \| 1 \| t.A.T.u. \| 200 km/h in the Wrong Lane \| – \| \| 10. März 2003 – 30. März 2003 3 Wochen \| 3 \| Irigy Hónaljmirigy \| Valóság Shokk \| – \| \| 31. März 2003 – 25. Mai 2003 8 Wochen \| 8 \| Princess \| Hegedűvarázs \| – \| \| 26. Mai 2003 – 8. Juni 2003 2 Wochen (insgesamt 11) \| 11 \| Majka Papa \| Az ózdi hős \| – \| \| 9. Juni 2003 – 15. Juni 2003 1 Woche \| 1 \| Metallica \| St. Anger \| – \| \| 16. Juni 2003 – 3. August 2003 7 Wochen (insgesamt 11) \| 11 \| Majka Papa \| Az ózdi hős \| – \| \| 4. August 2003 – 10. August 2003 1 Woche (insgesamt 2) \| 2 \| MC Hawer és Tekknő \| Mikor a vodka a fejembe száll \| – \| \| 11. August 2003 – 24. August 2003 2 Wochen (insgesamt 11) \| 11 \| Majka Papa \| Az ózdi hős \| – \| \| 25. August 2003 – 31. August 2003 1 Woche (insgesamt 2) \| 2 \| MC Hawer és Tekknő \| Mikor a vodka a fejembe száll \| – \| \| 1. September 2003 – 14. September 2003 2 Wochen (insgesamt 4) \| 4 \| Zsuzsa Cserháti \| Életem zenéje – Best Of \| – \| \| 15. September 2003 – 21. September 2003 1 Woche \| 1 \| Ákos \| Andante \| – \| \| 22. September 2003 – 28. September 2003 1 Woche (insgesamt 4) \| 4 \| Zsuzsa Cserháti \| Életem zenéje – Best Of \| – \| \| 29. September 2003 – 5. Oktober 2003 1 Woche \| 1 \| Tankcsapda \| Élni vagy égni \| – \| \| 6. Oktober 2003 – 12. Oktober 2003 1 Woche (insgesamt 4) \| 4 \| Zsuzsa Cserháti \| Életem zenéje – Best Of \| – \| \| 13. Oktober 2003 – 19. Oktober 2003 1 Woche \| 1 \| Matyi és a Hegedűs \| Necsi-Necsi \| – \| \| 20. Oktober 2003 – 30. November 2003 6 Wochen \| 6 \| Márió \| Sárgarózsa \| – \| \| 1. Dezember 2003 – 1. Februar 2004 9 Wochen \| 9 \| MC Hawer és Tekknő \| Kimegyek a temetőbe \| – \| |                                      |                                      |                                      |                           |
| ← 2002 |                                      |                                      |                                      | → 2004 →                  |
| Zeitraum | Wo. ges.                             | Interpret                            | Titel                                | Zusätzliche Informationen |
| (Zeitraum, Wochen auf Platz eins, Interpret, Titel, zusätzliche Informationen) |                                      |                                      |                                      |                           |
| 30. Dezember 2002 – 5. Januar 2003 1 Woche | 1                                    | MC Hawer és Tekknő                   | Mikor a vodka a fejembe száll        | –                         |
| 6. Januar 2003 – 23. Februar 2003 7 Wochen (insgesamt 8) | 8                                    | Romantic                             | A Kelet fényei                       | –                         |
| 24. Februar 2003 – 2. März 2003 1 Woche | 1                                    | (Soundtrack)                         | 8 mérföld                            | –                         |
| 3. März 2003 – 9. März 2003 1 Woche | 1                                    | t.A.T.u.                             | 200 km/h in the Wrong Lane           | –                         |
| 10. März 2003 – 30. März 2003 3 Wochen | 3                                    | Irigy Hónaljmirigy                   | Valóság Shokk                        | –                         |
| 31. März 2003 – 25. Mai 2003 8 Wochen | 8                                    | Princess                             | Hegedűvarázs                         | –                         |
| 26. Mai 2003 – 8. Juni 2003 2 Wochen (insgesamt 11) | 11                                   | Majka Papa                           | Az ózdi hős                          | –                         |
| 9. Juni 2003 – 15. Juni 2003 1 Woche | 1                                    | Metallica                            | St. Anger                            | –                         |
| 16. Juni 2003 – 3. August 2003 7 Wochen (insgesamt 11) | 11                                   | Majka Papa                           | Az ózdi hős                          | –                         |
| 4. August 2003 – 10. August 2003 1 Woche (insgesamt 2) | 2                                    | MC Hawer és Tekknő                   | Mikor a vodka a fejembe száll        | –                         |
| 11. August 2003 – 24. August 2003 2 Wochen (insgesamt 11) | 11                                   | Majka Papa                           | Az ózdi hős                          | –                         |
| 25. August 2003 – 31. August 2003 1 Woche (insgesamt 2) | 2                                    | MC Hawer és Tekknő                   | Mikor a vodka a fejembe száll        | –                         |
| 1. September 2003 – 14. September 2003 2 Wochen (insgesamt 4) | 4                                    | Zsuzsa Cserháti                      | Életem zenéje – Best Of              | –                         |
| 15. September 2003 – 21. September 2003 1 Woche | 1                                    | Ákos                                 | Andante                              | –                         |
| 22. September 2003 – 28. September 2003 1 Woche (insgesamt 4) | 4                                    | Zsuzsa Cserháti                      | Életem zenéje – Best Of              | –                         |
| 29. September 2003 – 5. Oktober 2003 1 Woche | 1                                    | Tankcsapda                           | Élni vagy égni                       | –                         |
| 6. Oktober 2003 – 12. Oktober 2003 1 Woche (insgesamt 4) | 4                                    | Zsuzsa Cserháti                      | Életem zenéje – Best Of              | –                         |
| 13. Oktober 2003 – 19. Oktober 2003 1 Woche | 1                                    | Matyi és a Hegedűs                   | Necsi-Necsi                          | –                         |
| 20. Oktober 2003 – 30. November 2003 6 Wochen | 6                                    | Márió                                | Sárgarózsa                           | –                         |
| 1. Dezember 2003 – 1. Februar 2004 9 Wochen | 9                                    | MC Hawer és Tekknő                   | Kimegyek a temetőbe                  | –                         |

## Jahreshitparaden
Die meistverkauften Alben des Jahres (Összesített album- és válogatáslemez-lista - eladási darabszám alapján) in Ungarn waren:

| ← 2002 ← | Liste der Nummer-eins-Hits in Ungarn | Liste der Nummer-eins-Hits in Ungarn             | Liste der Nummer-eins-Hits in Ungarn | 2004 →   |
| \| Singles \| Position# \| Alben \| \| ------- \| --------- \| ------------------------------------------------ \| \| … \| 1 \| Sárgarózsa Márió \| \| … \| 2 \| Életem zenéje – Best Of Zsuzsa Cserháti \| \| … \| 3 \| Hegedűvarázs Princess \| \| … \| 4 \| Necsi-Necsi Matyi és a Hegedűs \| \| … \| 5 \| Nagy mulatós lemez 2 (Verschiedene Interpreten) \| \| … \| 6 \| Mikor a vodka a fejembe száll MC Hawer és Tekknő \| \| … \| 7 \| Kimegyek a temetőbe MC Hawer és Tekknő \| \| … \| 8 \| Dancissimo 2003 (Verschiedene Interpreten) \| \| … \| 9 \| Egyetlen szó TNT \| \| … \| 10 \| Az ózdi hős Majka Papa \| |                                      |                                                  |                                      |          |
| ← 2002 |                                      |                                                  |                                      | → 2004 → |
| Singles | Position#                            | Alben                                            |                                      |          |
| … | 1                                    | Sárgarózsa Márió                                 |                                      |          |
| … | 2                                    | Életem zenéje – Best Of Zsuzsa Cserháti          |                                      |          |
| … | 3                                    | Hegedűvarázs Princess                            |                                      |          |
| … | 4                                    | Necsi-Necsi Matyi és a Hegedűs                   |                                      |          |
| … | 5                                    | Nagy mulatós lemez 2 (Verschiedene Interpreten)  |                                      |          |
| … | 6                                    | Mikor a vodka a fejembe száll MC Hawer és Tekknő |                                      |          |
| … | 7                                    | Kimegyek a temetőbe MC Hawer és Tekknő           |                                      |          |
| … | 8                                    | Dancissimo 2003 (Verschiedene Interpreten)       |                                      |          |
| … | 9                                    | Egyetlen szó TNT                                 |                                      |          |
| … | 10                                   | Az ózdi hős Majka Papa                           |                                      |          |